# Кубок Европейской конфедерации волейбола среди женщин 1989/1990
10-й розыгрыш Кубка Европейской конфедерации волейбола (ЕКВ) среди женщин проходил с 6 октября 1989 по 18 февраля 1990 года с участием 37 клубных команд из 22 стран-членов Европейской конфедерации волейбола. Победителем турнира стала советская команда «Орбита» (Запорожье).

## Команды-участницы
| Страна       | Команда                               |
| ------------ | ------------------------------------- |
| Австрия      | «Вюстенрот» (Зальцбург)               |
| Австрия      | «Гунтрамсдорф» (Гунтрамсдорф)         |
| Бельгия      | «Антониус» (Херенталс)                |
| Бельгия      | «Кортрейк» (Кортрейк)                 |
| Болгария     | «Академик» (Варна)                    |
| Болгария     | «Академик» (София)                    |
| Венгрия      | «Альба-Волан» (Секешфехервар)         |
| Венгрия      | «Эгер» (Эгер)                         |
| ГДР          | «Берлинер ТСК» (Берлин)               |
| Греция       | «Зириниос» (Кифисья)                  |
| Греция       | «Панатинаикос» (Афины)                |
| Израиль      | «Хапоэль» (Эмек-Хефер)                |
| Испания      | «Афелса Сеур» (Ла-Лагуна)             |
| Испания      | «Эспаньол» (Корнелья-де-Льобрегат)    |
| Италия       | «Виртус» (Реджо-ди-Калабрия)          |
| Италия       | «Сан-Ладзаро» (Сан-Ладзаро-ди-Савена) |
| Кипр         | «Олимпиада-Неаполис» (Никосия)        |
| Нидерланды   | «Лонга’59» (Лихтенворде)              |
| Польша       | ЛКС (Лодзь)                           |
| Португалия   | «Бенфика» (Лиссабон)                  |
| Португалия   | «Боавишта» (Порту)                    |
| Румыния      | «Рапид» (Бухарест)                    |
| Румыния      | «Университатя» (Крайова)              |
| СССР         | «Орбита» (Запорожье)                  |
| Турция       | «Гюнеш Сигорта» (Стамбул)             |
| Турция       | «Эмлякбанк» (Анкара)                  |
| Франция      | «Кламар» (Кламар)                     |
| Франция      | «Стад Франсэ» (Париж)                 |
| ФРГ          | «Байерн-Лоххоф» (Унтершлайсхайм)      |
| ФРГ          | «Шверте» (Шверте)                     |
| Чехословакия | «Славия» (Прага)                      |
| Швейцария    | БТВ (Люцерн)                          |
| Швейцария    | «Женев-Элит» (Женева)                 |
| Швеция       | «Соллентуна» (Соллентуна)             |
| Швеция       | «Шеллефтео» (Шеллефтео)               |
| Югославия    | «Раднички» (Белград)                  |
| Югославия    | «Црвена Звезда» (Белград)             |

## Система проведения розыгрыша
Во всех стадиях турнира применяется система плей-офф, то есть команды делятся на пары и проводят между собой по два матча с разъездами. Победителем пары выходит команда, одержавшая две победы. В случае равенства побед победителем становится команда, имеющая лучшее соотношение партий по сумме обоих матчей. В случае равенства и этого показателя в дальнейшую стадию плей-офф выходит команда, имеющая лучшее соотношение игровых очков (мячей) по сумме матчей.
В первом раунде плей-офф приняли участие 10 команд. 5 победителей пар выходят в 1/16 финала, где к ним присоединяются 27 команд, освобождённых от участия в стартовом раунде.  
8 команд-участниц четвертьфинала плей-офф определяют четырёх участников финального этапа.
Финальный этап состоит из предварительного раунда, полуфинала и двух финалов (за 3-е и 1-е места). Пары предварительного раунда определяются жеребьёвкой. Победители пар в полуфинальных матчах против проигравших определяют участников финала. 

## 1-й раунд
6-7.10/ 14.10.1989
 «Альба-Волан» (Секешфехервар) —  «Шеллефтео»
7 октября. 3:0.
14 октября. 3:0.
 БТВ (Люцерн) —  «Антониус» (Херенталс)
7 октября. 0:3.
14 октября. 0:3.
 «Бенфика» (Лиссабон) —  «Рапид» (Бухарест)
10 октября. 0:3.
14 октября. 0:3.
 «Кламар» —  «Академик» (София)
7 октября. 0:3.
14 октября. 0:3 (3:15, 9:15, 8:15).
 «Гунтрамсдорф» —  «Раднички» (Белград)
6 октября. 1:3.
7 октября. 0:3.

## 1/16 финала
ноябрь 1989
 «Црвена Звезда» (Белград) —  «Орбита» (Запорожье)
.. ноября. -:3.
.. ноября. -:3.
 «Эмлякбанк» (Анкара) —  «Вюстенрот» (Зальцбург)
11 ноября. 3:2.
12 ноября. 3:0 (15:4, 16:14, 15:7).
 «Лонга’59» (Лихтенворде) —  «Альба-Волан» (Секешфехервар)
5 ноября. 3:0.
.. ноября. 3:2.
 «Эспаньол» (Корнелья-де-Льобрегат) —  «Женев-Элит» (Женева)
3 ноября. 1:3 (7:15, 15:11, 12:15, 10:15).
12 ноября. 0:3 (8:15, 7:15, 13:15).
 «Байерн-Лоххоф» (Унтершлайсхайм) —  «Раднички» (Белград)
4 ноября. 3:0.
5 ноября. 3:1.
 «Эгер» —  «Сан-Ладзаро» (Сан-Ладзаро-ди-Савено)
.. ноября. 0:3.
12 ноября. 1:3 (6:15, 12:15, 15:9, 2:15).
 «Университатя» (Крайова) —  «Антониус» (Херенталс)
3 ноября. 3:0 (15:7, 15:8, 15:9).
12 ноября. 1:3.
 «Олимпиада-Неаполис» (Никосия) —  «Академик» (Варна)
4 ноября. 0:3 (0:15, 5:15, 4:15).
11 ноября. 0:3.
 «Виртус» (Реджо-ди-Калабрия) —  «Рапид» (Бухарест)
4 ноября. 3:2 (15:13, 13:15, 9:15, 15:5, 15:10).
11 ноября. 1:3 (15:9, 9:15, 14:16, 12:15).
 «Хапоэль» (Эмек-Хефер) —  «Славия» (Прага)
8 ноября. 0:3 (5:15, 4:15, 0:15).
11 ноября. 0:3.
 «Кортрейк» —  «Шверте»
5 ноября. 1:3 (16:14, 4:15, 3:15, 8:15).
12 ноября. 0:3.
 «Академик» (София) —  «Зириниос» (Кифисья)
5 ноября. 3:0 (15:1, 15:5, 15:6).
11 ноября. 3:0 (15:4, 15:2, 15:8).
 «Соллентуна» —  ЛКС (Лодзь)
11 ноября. 0:3.
12 ноября. 0:3.
 «Стад Франсэ» (Париж) —  «Боавишта» (Порту)
10 ноября. 1:3.
12 ноября. 3:1.
 «Берлинер ТСК» (Берлин) —  «Панатинаикос» (Афины)
5 ноября. 3:0.
.. ноября. ?:?
 «Гюнеш Сигорта» (Стамбул) —  «Афелса Сеур» (Ла-Лагуна)
4 ноября. 3:0.
11 ноября. 3:1.

## 1/8 финала
2-3.12/ 12.12.1989
 «Орбита» (Запорожье) —  «Эмлякбанк» (Анкара)
3 декабря. 3:0.
9 декабря. 3:2.
 «Лонга’59» (Лихтенворде) —  «Женев-Элит» (Женева)
2 декабря. 3:1 (-:15, 15:3, 15:6, 15:8).
9 декабря. 3:0 (15:0, 15:5, 15:10).
 «Сан-Ладзаро» (Сан-Ладзаро-ди-Савено) —  «Байерн-Лоххоф» (Унтершлайсхайм)
3 декабря. 0:3.
10 декабря. 3:1 (13:15, 15:6, 15:12, 15:5).
 «Академик» (Варна) —  «Университатя» (Крайова)
2 декабря. 1:3 (8:15, 15:10, 7:15, 11:15).
9 декабря. 0:3 (12:15, 4:15, 7:15).
 «Славия» (Прага) —  «Рапид» (Бухарест)
2 декабря. 3:1 (15:11, 15:4, 6:15, 15:5).
9 декабря. 0:3 (8:15, 2:15, 10:15).
 «Академик» (София) —  «Шверте»
.. декабря. 0:3 (2:15, 8:15, 11:15).
9 декабря. 2:3 (15:11, 6:15, 15:9, 13:15, 13:15).
 ЛКС (Лодзь) —  «Боавишта» (Порту)
9 декабря. 3:0.
10 декабря. 3:0.
 «Гюнеш Сигорта» (Стамбул) —  «Берлинер ТСК» (Берлин)
3 декабря. 1:3.
9 декабря. 0:3.

## Четвертьфинал
январь 1990
 «Орбита» (Запорожье) —  «Лонга’59» (Лихтенворде)
12 января. 3:0 (15:6, 15:7, 15:2).
18 января. 3:0 (15:5, 15:5, 15:8).
 «Университатя» (Крайова) —  «Байерн-Лоххоф» (Унтершлайсхайм)
17 января. 3:2.
24 января. 0:3.
 «Рапид» (Бухарест) —  «Шверте»
17 января. 3:0 (15:8, 15:8, 15:8).
24 января. 1:3 (8:15, 8:15, 8:15).
 ЛКС (Лодзь) —  «Берлинер ТСК» (Берлин)
17 января. 3:0.
24 января. 1:3 (9:15, 15:13, 4:15, 12:15).

## Финал четырёх
16—18 февраля 1990.  Измир.
Участники:
 ЛКС (Лодзь)

 «Рапид» (Бухарест)

 «Орбита» (Запорожье)

 «Байерн-Лоххоф» (Унтершлайсхайм)

### Предварительный раунд
16 февраля
 «Байерн-Лоххоф» —  ЛКС
3:0 (15:6, 15:12, 15:5).
 «Орбита» —  «Рапид»
3:0 (15:2, 15:6, 15:11).

### Полуфинал
17 февраля
 «Байерн-Лоххоф» —  «Рапид»
3:0.
 «Орбита» —  ЛКС
3:0.

### Матч за 3-е место
18 февраля
 «Рапид» —  ЛКС
3:0.

### Финал
18 февраля
 «Орбита» —  «Байерн-Лоххоф»
3:1.

### Итоги

#### Положение команд
| «Орбита» (Запорожье)             |
| «Байерн-Лоххоф» (Унтершлайсхайм) |
| «Рапид» (Бухарест)               |
| 4. ЛКС (Лодзь)                   |